# Benny Sings
Benny Sings, artiestennaam van Tim van Berkestijn (Dordrecht, 1977), is een Nederlands producer en zanger. Zijn muziek wordt omschreven als een combinatie van hiphop, jazz en soul.

## Biografie
In zijn jeugd draaide Van Berkestijn als dj veel op illegale feesten, daarnaast was hij bassist in diverse bands. Onder de naam Benny Sings, een afgeleide van de lp Chet Baker Sings, begon Van Berkestijn nummers op te nemen, waarbij hij zich ontpopte als multi-instrumentalist. Naast zang speelt Van Berkestijn ook piano, gitaar, bas, drums, klarinet en banjo.
Dox Records was onder de indruk van de opnamen en bracht in 2003 zijn debuutalbum Champagne People uit. In 2004 won Benny Sings een Essent Award. In hetzelfde jaar stond hij op Noorderslag en werd zijn debuutalbum internationaal op vinyl uitgebracht op het sublabel Rush Hour van Kindred Spirits.
In 2005 kwam Benny Sings' tweede album uit: I Love You: Live At The Bimhuis. Door een deal van Dox Records en het Duitse dj-collectief Jazzanova kwam dit album in 30 landen uit. In 2006 kwam het tussenalbum Euh uit, dat een samenwerking was tussen Benny Sings en "Rednose Distrikt" (dat bestaat uit het duo DJ Aardvarck en Steven de Peven). In 2007 kwam Benny Sings' derde solo-album uit: Benny... At Home.
In 2011 verscheen het derde studioalbum, ART, gevolgd door een 'Best OF' album.
Ondertussen speelde hij af en toe mee met het Nederlandstalige hip-hop-collectief De Toffen. Sinds 2009 is hij ook actief in de band We'll Make It Right.
Hierna ging hij zich meer toeleggen op het produceren van andere artiesten. Hij stond bekend als huisproducer van Dox Records, waarvoor hij onder andere de albums van Giovanca en Wouter Hamel produceerde. Daarnaast produceerde hij onder meer voor BEA1991.
Eind 2015 bracht Benny Sings na lange radiostilte het album 'STUDIO' uit, dat onder meer samenwerkingen met Mayer Hawthorne en rapper GoldLink bevat. Het album werd wereldwijd uitgebracht via Dox Records en het Duitse Jakarta records. Het album werd genomineerd voor een Edison Pop Award in de categorie 'alternative'.

## Discografie
- Champagne People (2003)
- I Love You (2005)
- Benny... At Home (2007)
- ART (2011)
- The Best Of Benny Sings (2012)
- Faberyayo - Coco (2012)
- STUDIO (2015)
- Beat Tape (2018)
- City Pop (2019)
- Music (2021)
- Young Hearts (2023)